# Liriomyza eupatorii
Liriomyza eupatorii este o specie de muște din genul Liriomyza, familia Agromyzidae. A fost descrisă pentru prima dată de Johann Heinrich Kaltenbach în anul 1874. Conform Catalogue of Life specia Liriomyza eupatorii nu are subspecii cunoscute.